# Гуго Рипелин
Гуго Рипелин из Страсбурга (ок. 1200/1210 – ок. 1268) —  доминиканский монах и теолог из Страсбурга. В настоящее время ему приписывается  авторство трактата Compendium theologicae veritatis, считавшегося наиболее читаемым теологическим пособием Позднего Средневековья.